# خیابان کومیتاس
خیابان کومیتاس (ارمنی: Կոմիտասի պողոտա) یک خیابان به طول ۳ کیلومتر در ایروان پایتخت ارمنستان می‌باشد. این خیابان به یاد و احترام آهنگساز سرشناس ارمنی کومیتاس وارداپت نامگذاری شده‌است. این خیابان راه شریانی ناحیه آرابکیر می‌باشد. خیابان کومیتاس که در سال ۱۹۳۸ افتتاح شده‌است از مؤسسه ماشین آلات ریاضیاتی مرگلیان در نزدیکی میدان کومیتاس آغاز گشته و در تقاطع پل لامبادا و خیابان آزادی به پایان می‌رسد. در این خیابان ساختمان‌های مسکونی، مراکز خریدی و خدماتی، فروشگاه‌های کوچک، مدارس و رستوران‌هایی وجود دارد.

## Gallery

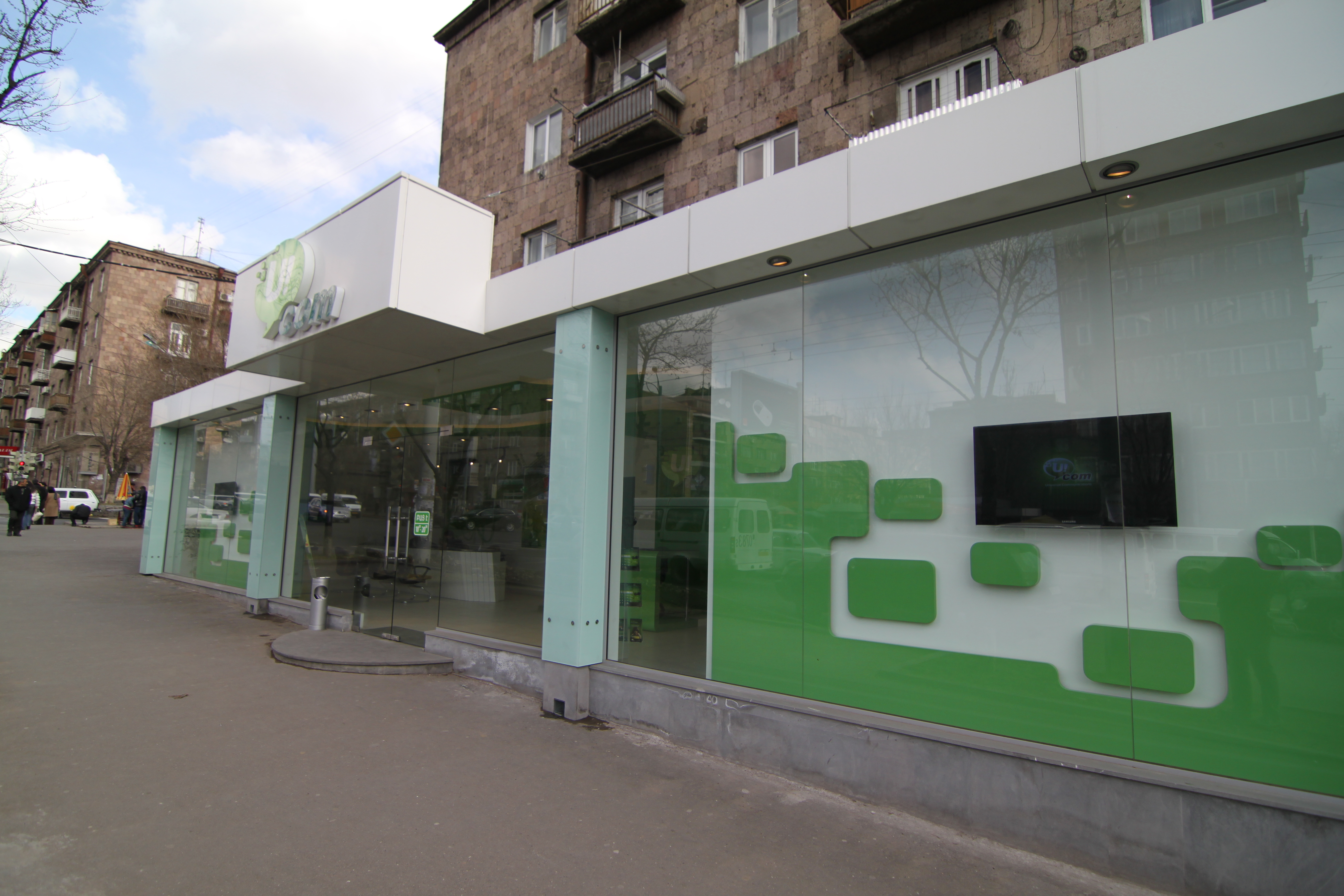
"Ucom" service centre
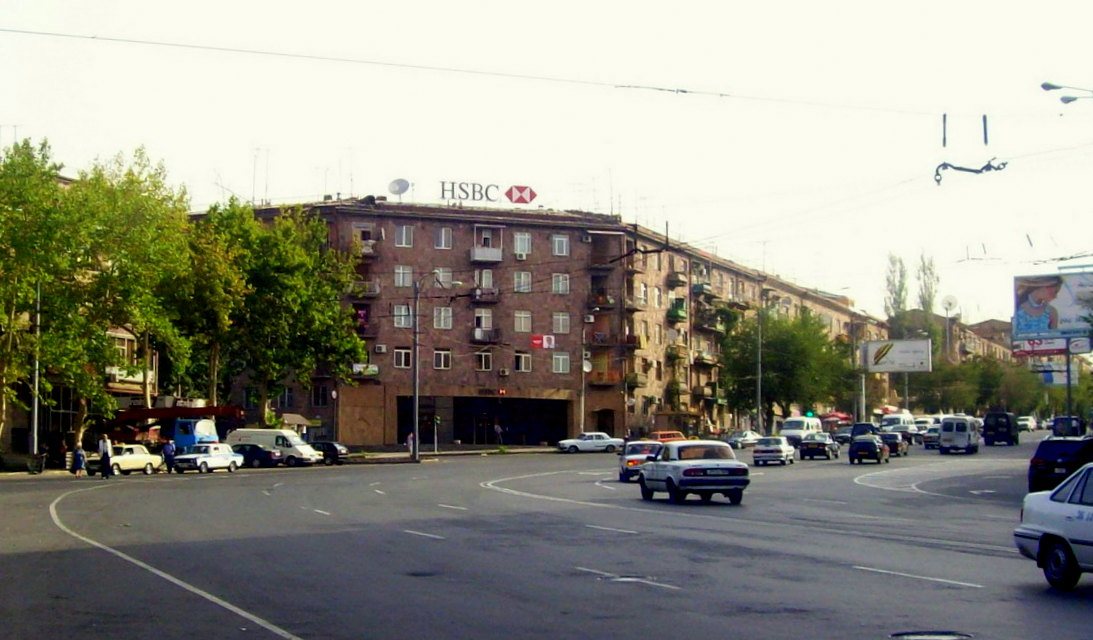
HSBC bank on the avenue
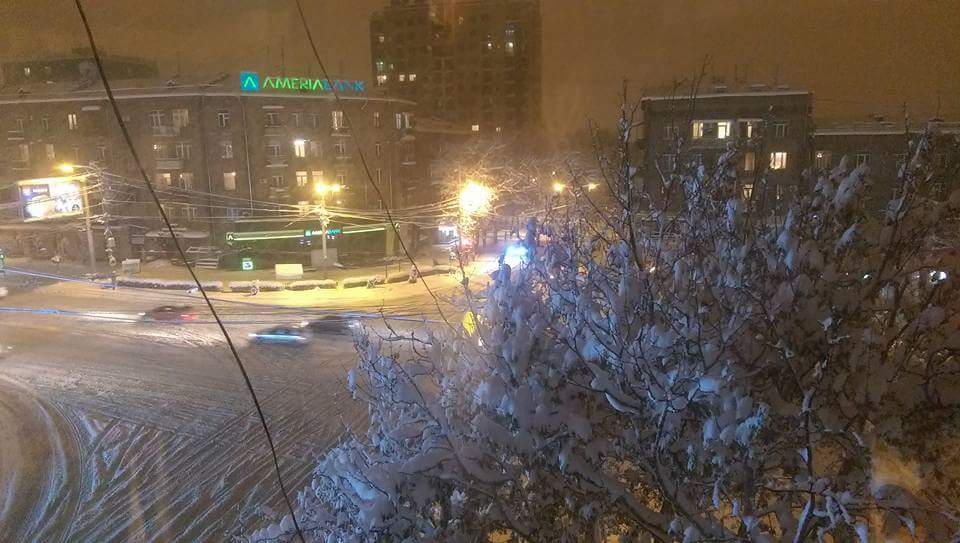
Komitas-Gyulbenkian intersection